# Табашка
Табàшка е село в Северна България, община Севлиево, област Габрово.

## География
Село Табашка се намира на около 26 km запад-югозападно от центъра на град Габрово, 23 km юг-югозападно от град Севлиево и 6 – 7 km източно от град Априлци. То има разпръснато на групи застрояване върху терен с раздвижен релеф. Разположено е в крайните северни разклонения на Калоферската планина, южно от малката Кръвенишка котловина, по северозападен долинен склон на левия приток на река Росица – река Негойчевица, която протича югоизточно край селото и в сравнително кратък участък – през него. Надморската височина в центъра на селото при сградата на бившето кметство е около 566 m, на изток при река Негойчевица намалява до около 490 – 500 m, а на север нараства до около 590 – 600 m. През селото минава общински път, който на запад прави връзка с третокласния републикански път III-6072, водещ на югозапад до Априлци, а на изток общинският път се разклонява – на югоизток до махала (квартал) Троенци на село Кръвеник, а на север – отново до връзка с третокласния републикански път III-6072 и село Кръвеник.
Населението на село Табашка, наброявало 798 души при преброяването към 1934 г., намалява до 271 към 1975 г., 87 към 2001 г. и 50 души (по текущата демографска статистика за населението) към 2019 г.

## История
През 1978 г. дотогавашното населено място махала Табашка придобива статута на село.
Преди откриването на училище в махала Табашка децата са ходели на училище в село Кръвеник. Училището в Табашка е открито на 4 октомври 1927 г. През учебната 1932/1933 г. в него се учат 67 ученика. Занятията се водят в по два слети класа – І и ІІ отделение заедно и ІІІ и ІV отделение също. От учебната 1947/1948 г. училището съкращава единния от двамата учители поради намаления брой ученици. Училището е закрито вероятно след 1968 г.
Читалището е учредено на 11 декември 1948 г. от 34 члена. Запазените в архивния фонд документи не говорят за много активна читалищна дейност. Читалището няма собствени имоти, използва театралния салон и сцена на училището. Библиотечният му фонд през 1970 г. е над 1700 тома.

## Население
Преброяване на населението през 2011 г.
Численост и дял на етническите групи според преброяването на населението през 2011 г.:
|                     | Численост | Дял (в %) |
| Общо                | 59        | 100,00    |
| Българи             | 57        | 96,61     |
| Турци               | 0         | 0,00      |
| Цигани              | 0         | 0,00      |
| Други               | 0         | 0,00      |
| Не се самоопределят | 0         | 0,00      |
| Неотговорили        | 1         | 1,69      |

## Обществени институции
Село Табашка към февруари 2021 г. е включено (вероятно) в кметство Кръвеник.

## Забележителности
- На юг от Табашка е Националният парк Централен Балкан.[13]
- На около 7 – 8 km южно от селото се намира връх Марагидик (Русалка, Мара Гидик) (1889,4 m).